# قسم ورزق الريفي (مقاطعة فريدن)
قسم ورزق الريفي (بالفارسية: دهستان ورزق) هي منطقة سكنية تقع في البلدة المركزية في إيران. يقدر عدد سكانها بـ 13,055 نسمة .